# Komorniki (powiat krapkowicki)
Komorniki (dodatkowa nazwa w j. niem. Komornik) – wieś w Polsce położona w województwie opolskim, w powiecie krapkowickim, w gminie Strzeleczki. Historycznie leży na Górnym Śląsku, na ziemi prudnickiej.
W latach 1945–1954 miejscowość należała do gminy Kórnica w powiecie prudnickim. W latach 1954–1959 wieś należała i była siedzibą władz gromady Komorniki, po jej zniesieniu w gromadzie Dobra. W latach 1975–1998 miejscowość administracyjnie należała do ówczesnego województwa opolskiego.
Częścią wsi jest przysiółek Nowy Młyn.

## Integralne części wsi
| SIMC    | Nazwa     | Rodzaj     |
| ------- | --------- | ---------- |
| 0503505 | Nowy Młyn | przysiółek |

## Osoby związane z miejscowością
W Komornikach urodził się Manswet Henryk Aulich, franciszkanin reformata, misjonarz.

## Nazwa
Nazwa wywodzi się od staropolskiej nazwy określającej powierzchnię magazynową komory i wyrazów od niej pochodnych. Wieś wymieniona została w staropolskiej, zlatynizowanej formie Comornici w łacińskim dokumencie wydanym w 1245 roku we Raciborzu przez kancelarię księcia opolskiego Mieszka. W księdze łacińskiej Liber fundationis episcopatus Vratislaviensis (pol. Księga uposażeń biskupstwa wrocławskiego) spisanej za czasów biskupa Henryka z Wierzbna w latach 1295–1305 miejscowość wymieniona jest w formie Komornik.
Topograficzny opis Górnego Śląska z 1865 roku notuje wieś pod zgermanizowaną nazwą Kommornik, a także wymienia łacińską nazwę Villa Comornici we fragmencie: "Kommornik (1245 Comornici Villa)". 15 marca 1947 r. nadano miejscowości, wówczas administracyjnie należącej do powiatu prudnickiego, polską nazwę Komorniki.

## Historia

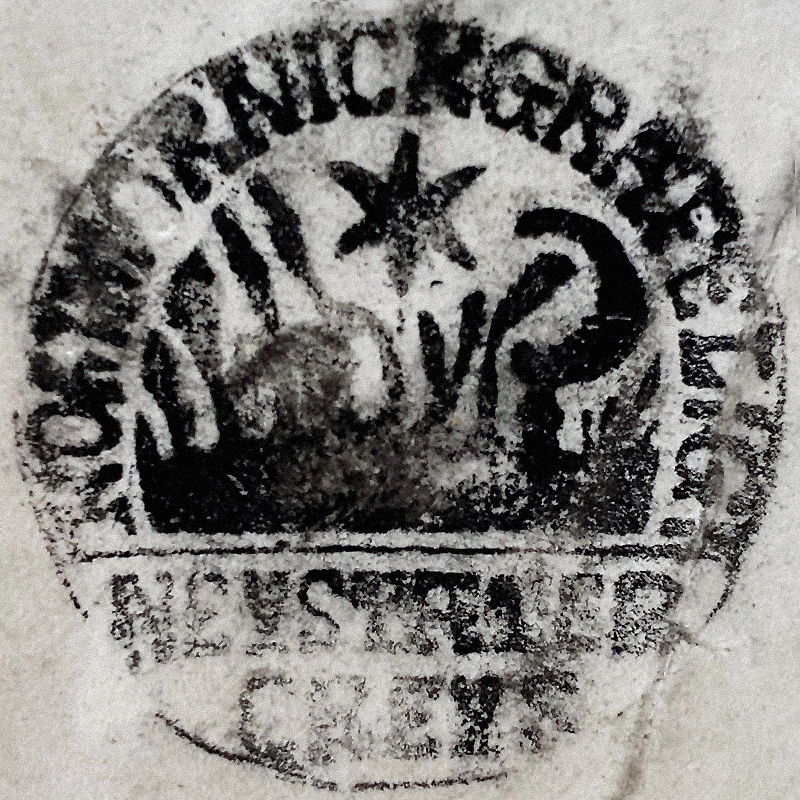
Pieczęć Komornik (1835)

Po raz pierwszy wieś zostaje wymieniona w dokumencie zakonu cystersów z 1201 r.  Dokument ten potwierdzał nadanie cystersom sprowadzonym z Pforty nad Saalą ziem tzw. Jarosławii, w skład której wchodził również teren tejże wioski. W 1245 r. wioska zostaje przekazana, przez księcia Władysława I, zakonowi cystersów w Kazimierzu. W 1532 r. istnieje już młyn podlegający cystersom, a w 1571 r. we wsi znajduje się karczma. W 1652 r. istnieje w wiosce przykościelna szkoła.

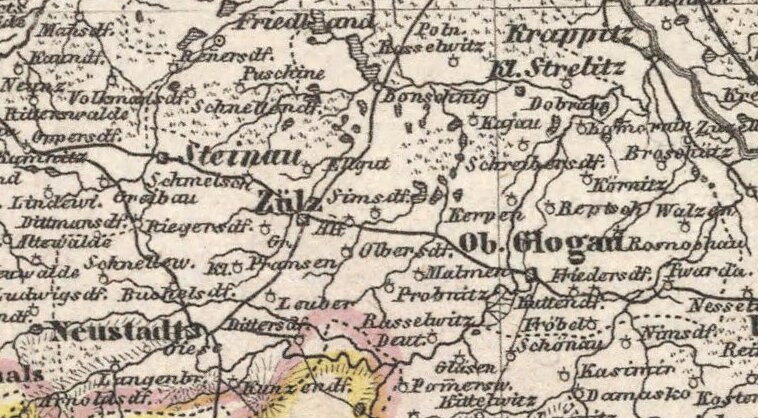
Komorniki (Komornin) wśród miejscowości ziemi prudnickiej na mapie z 1849

Do 1742 wieś należała do powiatu sądowego głogóweckiego w Monarchii Habsburgów. Po I wojnie śląskiej znalazła się w granicach Królestwa Prus i weszła w skład powiatu prudnickiego w prowincji Śląsk. W październiku 1831 na ziemi prudnickiej rozpoczęła się epidemia cholery. Od października do listopada pochłonęła ona 3 mieszkańców Łowkowic. Wieś posiadała swoją własną pieczęć, która przedstawiała w polu od prawej kłosy zboża, gwiazdę sześcioramienną i sierp w słup, a w otoku napis: KOMMORNICK GRAEFEL: G: / NEYSTAETER CREYS (pol. Gmina Komorniki / Powiat Prudnicki).
Według spisu ludności z 1 grudnia 1910, na 657 mieszkańców Komornik 64 posługiwało się językiem niemieckim, 538 językiem polskim, a 55 było dwujęzycznych. W 1921 w zasięgu plebiscytu na Górnym Śląsku znalazła się tylko część powiatu prudnickiego. Komorniki znalazły się po stronie wschodniej, w obszarze objętym plebiscytem.
W latach 1945–1950 Komorniki należały do województwa śląskiego, a od 1950 do województwa opolskiego. W latach 1945–1954 wieś należała do gminy Kórnica, w latach 1954–1959 była siedzibą gromady Komorniki, a w latach 1959–1972 należała do gromady Dobra.
Do 1956 roku Komorniki należały do powiatu prudnickiego. W związku z reformą administracyjną, w 1956 Komorniki zostały odłączone od powiatu prudnickiego i przyłączone do nowo utworzonego krapkowickiego.
W 1946 młodzież z Kórnicy, Komornik i Łowkowic została wywieziona na żniwa do gospodarstwa Lipno w Prudniku.
Wieś została skanalizowana w 2017.

## Mieszkańcy
Miejscowość zamieszkiwana jest przez mniejszość niemiecką oraz Ślązaków. Mieszkańcy wsi posługują się gwarą prudnicką, będącą odmianą dialektu śląskiego. Należą do podgrupy gwarowej nazywanej Kamiyniołrzy.

### Liczba mieszkańców wsi
- 1784 – 223
- 1830 – 265
- 1861 – 530
- 1871 – 561[23]
- 1885 – 635[24]
- 1887 – 664
- 1905 – 654[25]
- 1910 – 657[15]
- 1933 – 740[26]
- 1939 – 758[26]
- 1966 – 609[27]
- 1998 – 572[28]
- 2002 – 555[28]
- 2009 – 507[28]
- 2010 – 503[29]
- 2011 – 504[28]
- 2018 – 489
- 2019 – 493[30]

## Zabytki
Kościół z 1888 r. zbudowany na miejscu poprzedniego.
Kapliczka z XIX w.
We wsi znajduje się 5 pomników przyrody.

## Instytucje
W miejscowości działa Publiczna Szkoła Podstawowa, OSP, sklep oraz filia Gminnej Biblioteki Publicznej w Strzeleczkach.

## Religia
Wieś jest siedzibą rzymskokatolickiej parafii pw. Nawiedzenia Najświętszej Marii Panny.

## Turystyka
Oddział PTTK „Sudetów Wschodnich” w Prudniku ustanowił turystyczną Odznakę Krajoznawczą Ziemi Prudnickiej, którą zdobywa się poprzez zwiedzenie odpowiedniej liczby obiektów w miejscowościach położonych na ziemi prudnickiej, w tym w Komornikach.
12 lipca 2010, w ramach organizowanego w Prudniku VI Europejskiego Tygodnia Turystyki Rowerowej, w którym wzięli udział rowerzyści z całej Europy, przez Komorniki prowadziła trasa „Szlakiem Pielgrzyma”.

### Szlaki rowerowe
Przez Komorniki prowadzi szlak rowerowy:
- Trasa rowerowa PTTK nr 192-z: Komorniki – Łowkowice – Strzeleczki – Zbychowice

## Bezpieczeństwo
Do 1998 bezpieczeństwo pożarowe w Komornikach było nadzorowane przez Komendę Rejonową PSP w Prudniku.
Miejscowość jest pod opieką dzielnicowego rejonu służbowego nr 8 Komendy Powiatowej Policji w Krapkowicach.
Teren wsi, jak i całej gminy Strzeleczki, położony jest w strefie nadgranicznej w związku z czym Straż Graniczna dysponuje, na tym obszarze, specjalnymi kompetencjami w zakresie bezpieczeństwa. Gminę Strzeleczki obejmuje zasięgiem służbowym placówka Straży Granicznej w Opolu ze Śląskiego Oddziału SG.